# The Keep (pel·lícula)
The Keep és una pel·lícula de terror sobrenatural de 1983 escrita i dirigida per Michael Mann i protagonitzada per Scott Glenn, Gabriel Byrne, Jürgen Prochnow, Alberta Watson i Ian McKellen. Ambientada a Romania durant la Segona Guerra Mundial, segueix un grup de soldats nazis que desencadenen una força sobrenatural malèvola després d'acampar en una antiga fortalesa de pedra a les muntanyes dels Carpats. És una adaptació de la novel·la de 1981 del mateix títol de l'escriptor nord-americà F. Paul Wilson. La partitura musical va ser composta per Tangerine Dream.
Filmat a Gal·les i als "Shepperton Studios" durant la tardor de 1982, The Keep va patir nombrosos problemes de postproducció, principalment la mort del supervisor d'efectes especials Wally Veevers, que va morir abans d'acabar el seu treball a la pel·lícula. La pel·lícula també va patir importants problemes d'edició, ja que el tall del director original de Mann va durar 210 minuts, que el seu distribuïdor, Paramount Pictures, va ordenar que es reduís a 120 minuts. Després que les projeccions de prova de la versió de 120 minuts van rebre respostes desfavorables del públic, la pel·lícula es va truncar encara més al seu tall final de 96 minuts, que es va estrenar a les sales el desembre de 1983.
Després de l'estrena, The Keep va rebre crítiques contradictòries dels crítics de cinema, molts la van criticar per la seva narrativa intangible, tot i que va rebre alguns elogis pels seus elements visuals, mentre que va tenir un mal rendiment a la taquilla dels Estats Units. Malgrat això, la pel·lícula ha anat desenvolupant un seguiment de culte en els anys des de la seva estrena. Tot i que va rebre un llançament de mitjans domèstics en vídeo, la pel·lícula no es va estrenar en DVD fins al 2020, quan l'empresa de mitjans australiana Via Vision va llançar una edició en DVD re masteritzada.
Alguns fans han sol·licitat el llançament del tall original del director de Mann, que a partir del 2023, mai no ha estat disponible.

## Argument
L'any 1941 a Romania, després de l'inici de l'operació Barbarroja, una unitat Gebirgsjäger motoritzada de la Wehrmacht, sota el comandament del capità Klaus Woermann, arriba a una ciutadella deshabitada -coneguda simplement com "la fortalesa" - amb l'objectiu de prendre el control de la Dinu Pass a les muntanyes dels Carpats. Dos soldats, els soldats Lutz i Anton, intenten saquejar una icona metàl·lica dins de la torre, però accidentalment desencadenen una entitat espectral que els mata. L'ésser, conegut com Radu Molasar, procedeix a matar cinc soldats més els dies següents i comença a prendre forma corporal. Un destacament de les SS Einsatzkommandos, sota el comandament del sàdic SD Sturmbannführer Erich Kaempffer, arriba per fer front al que es creu que és l'activitat partidista soviètica en un poble proper. Executa tres civils com a càstig col·lectiu i en pren altres cinc com a ostatges, malgrat les protestes de Woermann.
A instigació del sacerdot local, el pare Mihail Fonescu, els alemanys recuperen un historiador jueu malalt, Theodore Cuza, d'un camp de concentració. Cuza desxifra un missatge misteriós escrit en eslau antic utilitzant l'alfabet glagolític estampat a una paret de la ciutadella. Molasar salva la filla del professor, l'Eva, de l'agressió sexual per part de dos Einsatzkommandos i cura Cuza de la seva debilitant esclerodermia amb el tacte. Cuza s'endeuta amb l'entitat, que exigeix a Cuza que tregui un talismà de la fortalesa perquè Molasar pugui escapar dels seus confins.
Després d'haver detectat remotament la presència de Molasar, un misteriós desconegut anomenat Glaeken Trismegestus arriba des de la Grècia ocupada per l'Eix, seduint Eva i provocant la ira de Cuza. El poder maligne de Molasar comença a afectar els vilatans, aparentment tornant-los bojos. Un grup de soldats dispara a Glaeken i l'obliguen a entrar en un barranc, però es demostra que encara està viu. Kaempffer i Woermann s'enfronten pels crims sàdics del primer; Woermann denuncia furiós els nazis, afirmant que el monstre que els persegueix és un reflex de la seva maldat. Quan la seva conversa s'interromp sobtadament pel so d'horribles crits i el foc de metralladora procedent del pati interior de la torre, Woermann és afusellat per Kaempffer. Després, Kaempffer va al pati ara en silenci, només per trobar que tota la guarnició de la ciutadella ha estat sacrificada per Molasar, i que tots els vehicles militars estacionats a dins han estat inhabilitats.
Ensopegant amb la carnisseria del pati, un Kaempffer aterrit és assassinat quan s'enfronta a Molasar mentre Cuza va a treure el talismà de la torre. Quan l'Eva intenta impedir que ho faci, Cuza rebutja l'ordre de Molasar de matar-la. En resposta, Molasar torna Cuza al seu estat de malaltia. Glaeken arriba, recupera el talismà i s'enfronta a Molasar.
Després de la seva batalla, aquest últim és debilitat i desterrat de nou als recessos més interiors de la torre. Glaeken es transforma en una tempesta de llum i segella l'obertura que va alliberar Molasar, conté l'entitat una vegada més. Els vilatans, alliberats de la influència de Molasar, escorten Eva i Cuza.

## Casting
- Scott Glenn és Glaeken Trismegestus
- Alberta Watson és Eva Cuza
- Jürgen Prochnow és Captain Klaus Woermann
- Robert Prosky és Pare Mihail Fonescu
- Gabriel Byrne és Sturmbannführer Erich Kaempffer
- Ian McKellen és Dr. Theodore Cuza
- W. Morgan Sheppard és Alexandru
- Royston Tickner és Tomescu
- Michael Carter és Radu Molasar
- Rosalie Crutchley és Josefa
- Phillip Joseph és Sgt. Dietrich Oster
- John Vine és Private Lutz
- Jona Jones és Private Anton
- Wolf Kahler és Waffen-SS Ajuntant
- Yashaw Adem és Carlos
- David Cardy és Alexandru's primer fill
- John Eastham és Alexandru segon fill
- Frederick Warder és Primer guàrdia fronterer
- Bruce Payne és Segon guàrdia fronterer
- Stephen Whittaker és Einsatzkommando

## Temes
L'escriptor Steven Rybin assenyala en el seu llibre Michael Mann: Crime Auteur que The Keep
"no construeix una visió del món en què forces simples i inequívoques com el "bé" i el "mal" lluiten. Mann troba clarament el mal humà en el fracàs. de sistemes i no en individus",
citant el fet que els soldats nazis a la pel·lícula saquegen les creus metàl·liques de la fortalesa de pedra per obtenir beneficis econòmics, sense voler-ho, desencadenant el mal esperit de Molasar. Rybin també afirma que, malgrat els elements temàtics bàsics de la narració, Mann està més preocupat per crear un "conte de fades visual i sonor".

## Producció
Rodatge

La fotografia principal va començar el setembre de 1982 a Gal·les, amb un calendari de rodatge original de 13 setmanes. El rodatge va ser esgotador, i un cop finalitzada la fotografia principal, es van fer re-shoots addicionals que van allargar el rodatge durant un total de 22 setmanes.
Els conjunts per al poble romanès es van construir a la pedrera en desús de Glyn Rhonwy, una antiga pedrera de pissarra prop de Llanberis al nord de Gal·les. Alguns interiors de la torre utilitzaven la pedra dins de les cavernes de pissarra de Llechwedd, prop de Blaenau Ffestiniog. A causa de la pluja intensa, la pel·lícula va patir importants retards en el seu programa de rodatge. Els estudis Shepperton prop de Londres es van utilitzar per a escenes interiors de Keep amb el dimoni Molasar. Una tripulació secundària també va anar a Espanya per veure imatges que representaven Grècia.
L'historiador i dissenyador de vestuari de cinema anglès Andrew Mollo, germà de John Mollo de la fama de Star Wars, va treballar com a consultor històric per als vestits militars alemanys. Malgrat que els membres de les Waffen-SS en temps de guerra normalment portaven uniformes grisos o verds de camp, segons Mollo, Michael Mann va insistir que portés els seus emblemàtics uniformes negres, per fer saber al públic que el personatge de Byrne i els seus homes eren nazis fanàtics.

## Efectes especials
L'aspecte del malèvol vilà de la pel·lícula, Molasar, va ser canviat diverses vegades durant el rodatge perquè Michael Mann no estava segur de com volia que aparegués. Inicialment, Molasar va ser imaginat per Mann com una entitat intangible l'aparença de la qual estaria influenciada exclusivament pel seu entorn. Tanmateix, aquesta descripció tal com apareixia al guió de Mann va resultar difícil de crear per a l'equip d'efectes especials. Finalment, Mann va decidir que l'entitat apareixia inicialment com una bola amorfa d'energia que comença a prendre forma humana amb cada aparició a mesura que avança la pel·lícula, transformant-se d'un feix d'energia que s'assembla a un sistema nerviós humà, a una forma esquelètica i després muscular, i finalment, un cos "estètic semblant a un Golem" al clímax de la pel·lícula. Una versió mecànica de Molasar, que va ser dissenyada al principi durant la producció, finalment es va quedar sense utilitzar a causa de les idees canviants de Mann sobre l'aparença del monstre, i en canvi la criatura va ser retratada per un actor amb un vestit de cos en les seves etapes humanoides posteriors.
Els efectes especials de la pel·lícula van ser dissenyats per Nick Maley, juntament amb Nick Allder, que havia treballat anteriorment a Alien i Star Wars episodi V: L'Imperi contraataca. Molasar va ser concebut per Enki Bilal.

## Problemes de postproducció
Dues setmanes després de la postproducció, el supervisor d'efectes visuals Wally Veevers va morir, cosa que va causar enormes problemes perquè ningú sabia com planejava acabar les escenes d'efectes visuals de la pel·lícula, especialment les que estaven previstes per al final original. Segons Mann, va haver d'acabar ell mateix 260 plans d'efectes especials després de la mort de Veevers.
El clímax original que va imaginar Mann va implicar a Glaeken i Molasar en una batalla èpica carregada d'efectes a la part superior de la torre del fort, que va acabar amb Glaeken obrint un portal d'energia que surt des del sòl del fort. Els dos havien de caure de la paret de la fortalesa i ser aspirats pel portal i caure per un buit. Després d'això, Glaeken es materialitzaria a la caverna sota la torre al costat d'un estany i seria despertat com un home mortal.
Amb les extensions de producció i la pel·lícula ja superant molt el pressupost, Paramount es va negar a pagar el rodatge de les imatges addicionals necessàries per a aquest final, el que va obligar a Mann a optar per la conclusió simplificada present al tall teatral de la pel·lícula.

## Tall original del director
El tall original de Mann de The Keep va durar 210 minuts (tres hores i mitja) de durada, però es va truncar a petició de Paramount Pictures a aproximadament 120 minuts (dues hores). Les projeccions de prova del tall de dues hores no van ser favorables, de manera que Paramount va reduir encara més la pel·lícula a 96 minuts, en contra de la voluntat de Mann. Aquests talls d'última hora van donar lloc a molts forats argumentals, errors de continuïtat, "salts" molt evidents a la banda sonora i les escenes i problemes d'edició dolents. Fins i tot la barreja de so de la pel·lícula no s'ha pogut acabar correctament a causa de la interferència de Paramount, motiu pel qual cada versió de la pel·lícula pateix un mal disseny de so. La data de llançament original del 3 de juny de 1983 es va retardar al 16 de desembre a causa dels molts problemes de postproducció.
El final més feliç original, que va fer que l'Eva trobés a Glaeken dins de la fortalesa després que va derrotar a Molasar i Eva i el seu pare sortint de Romania en vaixell amb Glaeken, va ser completament retallat per Paramount perquè la pel·lícula tingués una durada més curta. L'eliminació d'aquestes escenes va provocar confusió perquè es van mostrar nombroses imatges d'aquest final a moltes revistes de cinema quan s'havia d'estrenar una pel·lícula i fins i tot els membres del repartiment i de la tripulació, inclòs Mann, van dir en entrevistes que la pel·lícula va tenir un final feliç. Part del final "feliç", en què l'Eva entra a la torre i troba a Glaeken, es va utilitzar a les versions televisives de la pel·lícula dels anys vuitanta. Altres escenes esborrades inclouen més història de fons entre Glaeken i Molasar, una explicació real de per què Eva i Glaeken s'enamoren, Glaeken matant el capità del vaixell (el que el porta a Romania) que intenta robar la seva "arma" que utilitza a el final per matar Molasar, més escenes entre vilatans i amb el pare Mihail i Alexandru, i Alexandru sent assassinat pels seus fills quan la torre comença a corrompre el poble.
Contràriament a alguns rumors, en realitat hi hauria una escena prop del final que mostra Molasar matant tots els soldats alemanys dins de la torre. Gran part dels efectes d'aquesta escena, inclosos els trets de caps de soldats que explotaven, es van filmar, però aquesta escena, que inclouria efectes molt més complicats, no es va poder acabar després de la mort de Veever.

## Música
Article principalThe Keep (àlbum Tangerine Dream)(anglès)
El tema i la música incidental de The Keep va ser composta per Tangerine Dream. La banda va treballar prèviament amb Mann en la seva primera pel·lícula teatral Thief (1981). La partitura de The Keep està formada principalment per paisatges sonors temperats, a diferència de senyals musicals senzills. Sobretot, una portada ambiental de "Walking in the Air" de Howard Blake es va presentar durant la seqüència final de la pel·lícula. A més, l'arranjament de Tangerine Dream de la cançó "Gloria" de Mass for Four Voices de Thomas Tallis també es pot escoltar a la pel·lícula.
La partitura musical va ser llançada en diverses edicions diferents durant els anys posteriors a l'estrena de la pel·lícula. El 2020, tota la música que Tangerine Dream va gravar per a l'àlbum de 1984 es va publicar oficialment íntegrament a la recopilació de caixa Pilots of Purple Twilight (The Virgin Recordings 1980–1983). El juliol de 2021, la banda canadenca d'Universal Music Group va publicar la partitura de The Keep en un vinil independent per al Record Store Day. Posteriorment, "Universal Music Group" va posar a disposició per a la seva descàrrega digital el 30 d'octubre de 2020.

## Màrqueting
Paramount va llançar un tràiler teatral i espots de televisió en promoció de la pel·lícula, que inclouen diversos metratges de les versions ampliades de la pel·lícula que no apareixen al tall final: Entre ells hi ha una conversa més llarga entre Woermann i Alexandru en la qual Woermann diu que el Keep sembla que va ser construït per guardar alguna cosa; una versió més llarga de l'escena on Molasar està parlant amb el professor Cuza per primera vegada (també en aquesta escena Cuza li pregunta a Molasar "Què ets?" una vegada més); Glaeken parlant amb l'Eva preguntant-li si va trobar el que buscava i si esperava trobar-lo; Glaeken tocant la cara de l'Eva mentre pregunta "Què m'està passant?"; Glaeken caminant dins de la torre amb els ulls blancs; versió més llarga del final on Glaeken es troba a l'entrada de la torre mirant per sobre de la boira/fum blanc de Molasar; versió diferent de l'escena (diferents efectes visuals) on Glaeken camina cap a l'habitació on Molasar l'espera (en aquesta escena alternativa l'espasa de Glaeken està coberta amb una llum grisa brillant).

## Taquilla
La pel·lícula va ser estrenada en sales limitades als Estats Units per Paramount Pictures el 16 de desembre de 1983 en 508 pantalles. Va guanyar 1.032.295 dòlars durant el seu cap de setmana d'obertura, estrenant-se al número 13 de la taquilla nacional, i va romandre en estrena fins al 6 de gener de 1984. Finalment, va recaptar 4.218.594 dòlars durant la seva actuació teatral als Estats Units i va ser considerat com un fracàs de taquilla.

## Resposta crítica
Contemporània

Gene Siskel, crític cinematogràfic del Chicago Tribune, va valorar The Keep amb dues estrelles de cada quatre, queixant-se que la banda sonora de Tangerine Dream tendia a aclaparar el diàleg. Siskel va escriure:
"Allotja't de The Keep, una de les pel·lícules més inaudibles que s'han fet mai. Oh, és clar, pots mirar les imatges, però sense el diàleg serà més difícil entendre què està passant".
Catharine Rambau, de Detroit Free Press, també va criticar la pel·lícula, escrivint:
"La pel·lícula de terror gòtica de Michael Mann, The Keep, és una decepció, una desafortunada mutació híbrida de terror disco, vídeo rock, alta moda i art d'imitació
"i va afegir que fins i tot el seva competencia els efectes i la partitura musical "no ajuden gaire".

Ron Cowan, del Salem, Oregon Statesman Journal, va assenyalar que la "narració tèrbola" de la pel·lícula es compensa amb "alguns moments fascinants", però va considerar que el "gore" de la pel·lícula era de vegades visualment excessiu. Patrick Taggart, de l'Austin American-Statesman, la va considerar
"una de les pitjors pel·lícules de l'any, fotografiada amb art i sense res a dir".
Escrivint per al Sydney Morning Herald, la crítica cinematogràfica Susie Eisenhuth va elogiar alternativament la pel·lícula, qualificant-la de "visualment espectacular" i "hipnotitzadora des dels primers moments".
"The Keep és el tipus de pel·lícula que espero veure en un dels grans centres de cinema, alimentant-se a les masses educades amb Spielberg i l'espectacle",
 va escriure Eisenhuth a la seva ressenya. [36]

## Retrospectiva
Encara que un fracàs financer i crític en el moment del seu llançament, The Keep va guanyar un gran nombre de seguidors i alguns és considerat per un clàssic de culte. Al febrer de 2024, la pel·lícula tenia un índex d'aprovació del 39% a l'agregador de ressenyes d'Internet Rotten Tomatoes a partir de 18 ressenyes.

Michael Nordine, del LA Weekly, va escriure en una ressenya del 2013 que The Keep
"no sempre pot mantenir les seves nombroses parts mòbils al pas, amb els seus mites insinuats que enfosquin més del que dilucida i el seu repartiment de personatges enigmàtics els tractes precisos dels quals amb l'un a l'altre mai s'aclareix del tot". No obstant això, Nordine va elogiar la direcció de Mann, dient que mostrava "la rara capacitat de Mann... d'elevar material ostensiblement schlocky en quelcom fosc i majestuós".
S'ha esmentat que Michael Mann va renegar de la pel·lícula, però en una entrevista de 2009 va dir que el disseny de producció i la forma de la pel·lícula estaven en millor forma que el contingut, per això li agrada per aquests aspectes.

El 12 de febrer de 2016 a BAM, una pregunta de fan d'Internet va preguntar si Mann tenia plans per tornar a estrenar la seva pel·lícula de terror de ciència-ficció de 1983. La resposta de Mann:
"No... mai vam ser capaços d'esbrinar com havíem de combinar tots aquests components que es van disparar (pantalla blava i verda prèvia). Aquest es quedarà en el seu...",
 moment en el qual Mann va seguir, apagat.

## Mitjans domèstics
Paramount Home Entertainment va llançar The Keep en VHS el 1984, i més tard en LaserDisc el 22 de desembre de 1993.
Tot i que la pel·lícula s'ha posat a disposició per a la compra i/o la transmissió a YouTube, Amazon Video, Apple TV i Netflix (Regne Unit i Irlanda), no es va estrenar en format de disc físic (a part de LaserDisc) a qualsevol país fins al El segell australià Via Vision Entertainment va llançar una edició oficial de DVD re masteritzada el 20 de gener de 2020. Aquest llançament en DVD australià té una relació d'aspecte de 2,35:1 i inclou el tràiler original com a característica especial.

## Treballs relacionats
Un joc de taula basat en la pel·lícula va ser dissenyat per James D. Griffin i publicat per Mayfair Games. Sota el seu segell Role Aids, Mayfair Games també va produir l'aventura de joc de rol The Keep basat en la pel·lícula.
El 2006, IDW Publishing va publicar una sèrie de còmics limitada de 5 números de la novel·la original escrita per l'autor nord-americà F. Paul Wilson i dibuixada per Matthew Dow Smith. La sèrie recollida incloïa un pròleg on F. Paul Wilson respon a la pregunta de per què exactament va escriure una versió de novel·la gràfica: "Com que considero que aquesta presentació visual de THE KEEP és la meva versió de la pel·lícula, què podria haver estat... què hauria d'haver estat? estat".